# The Return of Frank James
The Return of Frank James (titulada La venganza de Frank James en España y El regreso de Frank James en Argentina y Venezuela) es un western dirigido por Fritz Lang en 1940, secuela de Tierra de audaces de Henry King (1939), que junto con Espíritu de conquista y Encubridora son los tres westerns del director de origen alemán. Además de Henry Fonda, repitieron gran parte del elenco de actores de la primera película. 

## Argumento
La película comienza justo en el momento en que acaba Tierra de audaces. Tras la muerte de Jesse James, los hermanos Ford que le han asesinado a traición se ganan la vida haciendo una representación de cómo mataron al famoso forajido, adecuando la historia para quedar como héroes. En ese momento llega la noticia de que el hermano de Jesse James, Frank (Henry Fonda), ha vuelto para vengar su muerte. 
Tras una primera persecución, Frank mata a Charlie Ford, pero es capturado y Bob escapa. La mayor parte de la película transcurre en el juicio en el que se ponen de manifiesto la rivalidad entre Norte y Sur y donde después de mil peripecias dialécticas del abogado de Frank James, este consigue ser absuelto ante la sorpresa de todos, incluido Bob Ford que había acudido al juicio para ver la condena. Tan pronto es absuelto, Frank va tras Bob Ford hasta darle muerte. 

## Reparto
- Henry Fonda como Frank James.
- Gene Tierney como Eleanor Stone.
- Jackie Cooper como Clem.
- Henry Hull como Maj. Rufus Cobb.
- John Carradine como Bob Ford.
- Charles Tannen como Charlie Ford.
- J. Edward Bromberg como George Runyan.
- Donald Meek como McCoy.
- Eddie Collins como un agente de estación.
- George Barbier como un juez.
- Russell Hicks como el fiscal.
- Ernest Whitman como Pinky.
- Lloyd Corrigan como Randolph Stone.
- Victor Kilian como el predicador.
- Edward McWade como el coronel Jackson.
- George Chandler como Roy.
- Irving Bacon como un testigo.
- Frank Shannon como el sheriff.
- Barbara Pepper como Nellie Blane.
- Louis Mason como el vigilante.
- Matthew Stymie Beard como Mose.
- William Pawley como un actor.
- Frank Sully como un actor.
- Davidson Clark como un oficial.
- Bob Battier como el papel de Frank James.
- A. S. Pop Byron como el ingeniero del tren.
- Kernan Cripps como un diputado.
- Rube Dalroy como un miembro del jurado.
- Lester Dorr como el periodista.
- Tex Driscoll como un espectador.
- Edmund Elton como el presidente del jurado.
- Budd Fine como un diputado.
- Almeda Fowler como Mrs. Edna Stone.
- Slim Gaut como un espectador deen la sala del jurado.
- Sherry Hall como un dependiente.
- Shep Houghton como un espectador en la sala del jurado.
- Milton Kibbee como un periodista.
- Kermit Maynard como un espectador en la sala del jurado.
- Eric Mayne como el patrón del salón.
- Nelson McDowell como un veterano confederado.
- Robert McKenzie como el anciano de la mecedora.
- Lew Meehan como el alguacil.
- Frank Melton como un periodista.
- Adrian Morris como el detective.
- James C. Morton como un camarero.
- Hattie Noel como una criada de Denver House.
- Lee Phelps como un camarero de Denver House.
- Tex Phelps como un espectador en primera fila.
- Russ Powell como un miembro del jurado.
- Allen D. Sewall.
- Cap Somers como un espectador en la sala del jurado.
- Dale Van Sickel como un periodista.
- Lillian Yarbo como la criada de Eleanor Stone.

## Recepción
En el presente la película ha sido valorada por el portal de información en el Internet IMDb. Con un total de 3.463 votos registrados al respecto, el filme obtiene una media ponderada de 6,6 sobre 10.